# Astara (Iran)
Astara is een stad in de Iraanse provincie Gīlān. Astara telde in 2006 bij de volkstelling 40.664 inwoners.
De stad ligt aan de Kaspische Zee en aan de grens van Azerbeidzjan. Aan de overkant van de grensrivier Astara Chay, ligt het gelijknamige Azerbeidzjaanse stadje Astara. Deze twee plaatsen werden van elkaar gescheiden als gevolg van het Verdrag van Gulistan in 1813.
De bevolking bestaat voornamelijk uit Talisj en Azerbeidzjanen en er wordt hoofdzakelijk Talisj, Azerbeidzjaans en Perzisch gesproken.

## Geboren in Astara
- Ebrahim Nabavi (1958-2025), schrijver, journalist en satiricus